# Hova (Madagaskar)

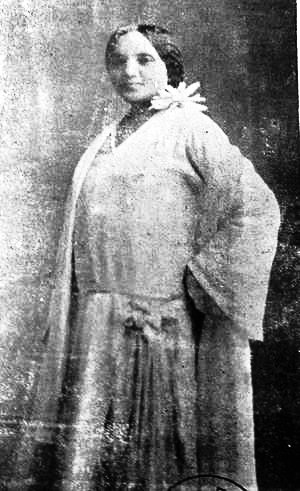
Esther Razanadrasoa

Hova var en av de tre sociala kasterna inom den traditionella merinakulturen i kungariket Madagaskar, vid sidan av Andriana och  Andevo.
Hova utgjorde de fria medborgarna och en klass mellan adeln (Andriana) och slavarna (Andevo). De var köpmän och jordbrukare och ägde vanligen de stora plantager som drevs med slavarbetskraft.